# RFL Championship 1974-75
El Championship de 1974-75 fue la 80.º edición del torneo de rugby league más importante de Inglaterra.

## Formato
Los equipos se enfrentaron en formato de todos contra todos en condición de local y de visitante, el equipo que terminó en la primera posición al finalizar el torneo se coronó campeón, mientras que los últimos cuatro equipos descendieron.
Se otorgaron 2 puntos por cada victoria, 1 por el empate y 0 por la derrota.

## Desarrollo

### Tabla de posiciones
| Pos. | Equipo              | Encuentros | Encuentros | Encuentros | Encuentros | Tantos | Tantos | Puntos |
| Pos. | Equipo              | PJ         | PG         | PE         | PP         | F      | C      | Puntos |
| ---- | ------------------- | ---------- | ---------- | ---------- | ---------- | ------ | ------ | ------ |
| 1    | St Helens RFC       | 30         | 26         | 1          | 3          | 561    | 229    | 53     |
| 2    | Wigan Warriors      | 30         | 21         | 0          | 9          | 517    | 341    | 42     |
| 3    | Leeds Rhinos        | 30         | 19         | 1          | 10         | 581    | 359    | 39     |
| 4    | Featherstone Rovers | 30         | 19         | 1          | 10         | 431    | 339    | 39     |
| 5    | Widnes Vikings      | 30         | 18         | 1          | 11         | 382    | 305    | 37     |
| 6    | Warrington Wolves   | 30         | 17         | 1          | 12         | 428    | 356    | 35     |
| 7    | Bradford Bulls      | 30         | 16         | 1          | 13         | 393    | 376    | 33     |
| 8    | Castleford Tigers   | 30         | 14         | 3          | 13         | 393    | 376    | 31     |
| 9    | Salford Red Devils  | 30         | 14         | 1          | 15         | 451    | 351    | 29     |
| 10   | Wakefield Trinity   | 30         | 12         | 5          | 13         | 440    | 419    | 29     |
| 11   | Keighley Cougars    | 30         | 13         | 0          | 17         | 300    | 424    | 26     |
| 12   | Dewsbury Rams       | 30         | 11         | 0          | 19         | 350    | 506    | 22     |
| 13   | York FC             | 30         | 10         | 0          | 20         | 359    | 498    | 20     |
| 14   | Bramley RLFC        | 30         | 9          | 0          | 21         | 338    | 493    | 18     |
| 15   | Rochdale Hornets    | 30         | 8          | 0          | 22         | 219    | 400    | 16     |
| 16   | Halifax RLFC        | 30         | 5          | 1          | 24         | 269    | 676    | 11     |

|  | Campeón.                      |
|  | Desciende a segunda división. |

| Bandera de Inglaterra |
| Campeón St Helens RFC |
| Séptimo título        |